# グレー表示

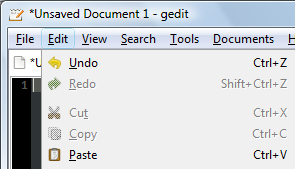
Redo（やり直し）・Cut（切り取り）・Copy（コピー）がグレー表示されているWindowsのメニュー

グレー表示（グレーひょうじ）またはグレーアウト（英語: greyed out, grayed out）とは、一部の単語や文章を薄い灰色（グレー）で表示することである。重要度・関連性・優先度が低いこと、無効・アクセスできないなどの状況を示すために使用される。
この表示ルールは、グラフィックユーザインタフェース(GUI)において、現在の状況では実行できないアクションを視覚的に示すために広く使用されている。ウィジェットをグレー表示することで、そのウィジェットが現在無効になっており、ユーザーが操作も選択もできないことを示す。ウィジェットが暗い色の場合は薄いグレー（または明るい色）、明るい色の場合は濃いグレー（または暗い色）が使用される。
このアプローチは、メニューやアイコンといったグラフィック制御要素の表示位置を維持しながら、それを使用できないときに制御を無効にし、その状態を明確に表示することを可能にし、それによってユーザの混乱を最小にする。グラフィック制御要素は、有効状態において、ユーザがそれを無効にすることができないことを示すのにグレー表示する場合もある。